# 美丽岛 (马焦雷湖)
美丽岛 (Isola Bella）是意大利北部马焦雷湖的博罗梅安群岛的一个岛屿。该岛位于博罗梅安湾，距离湖畔小镇斯特雷萨400米。美丽岛长320米，宽400米，包括宫殿、意式花园和一个小渔村。

## 历史

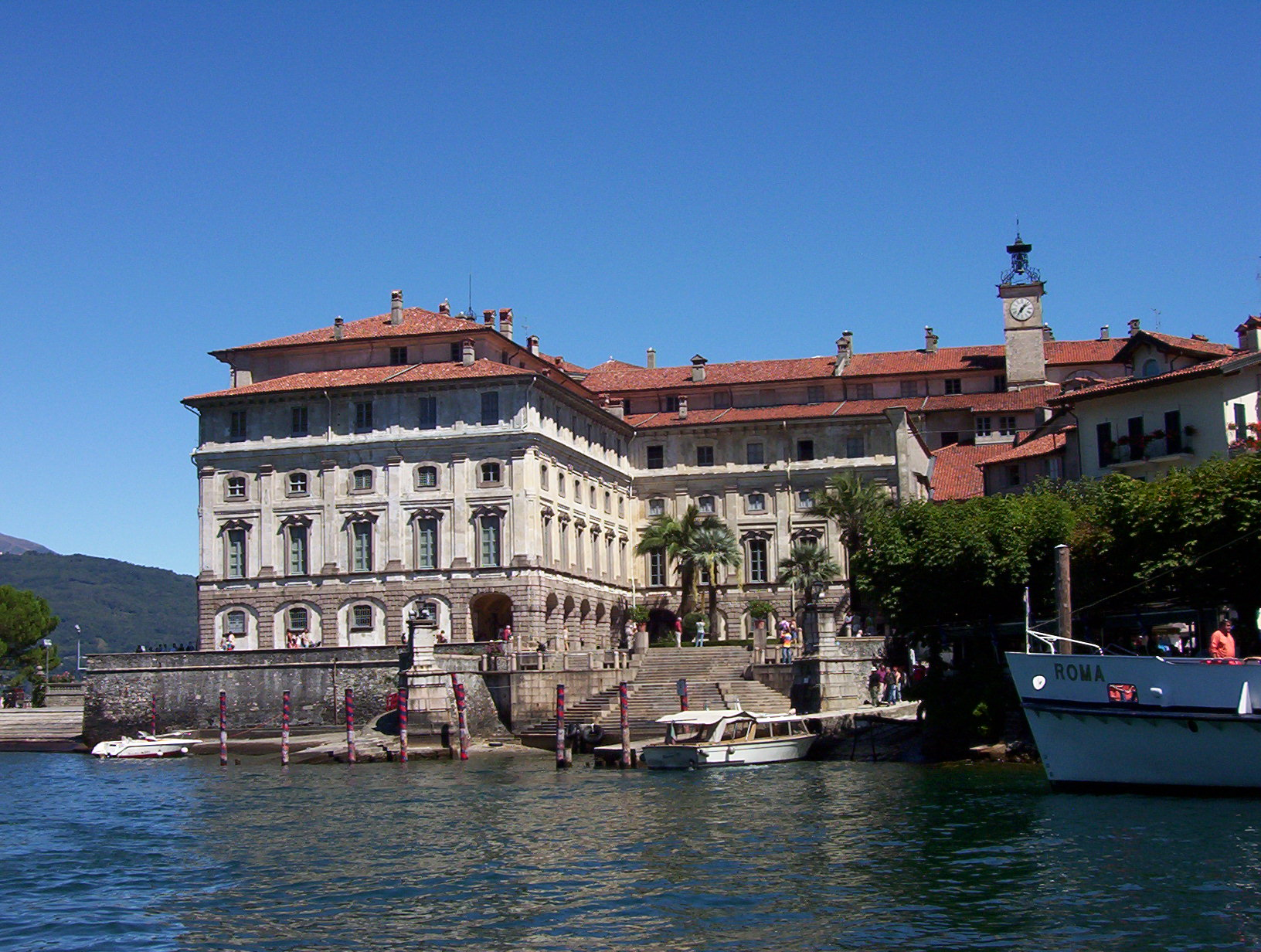
宫殿

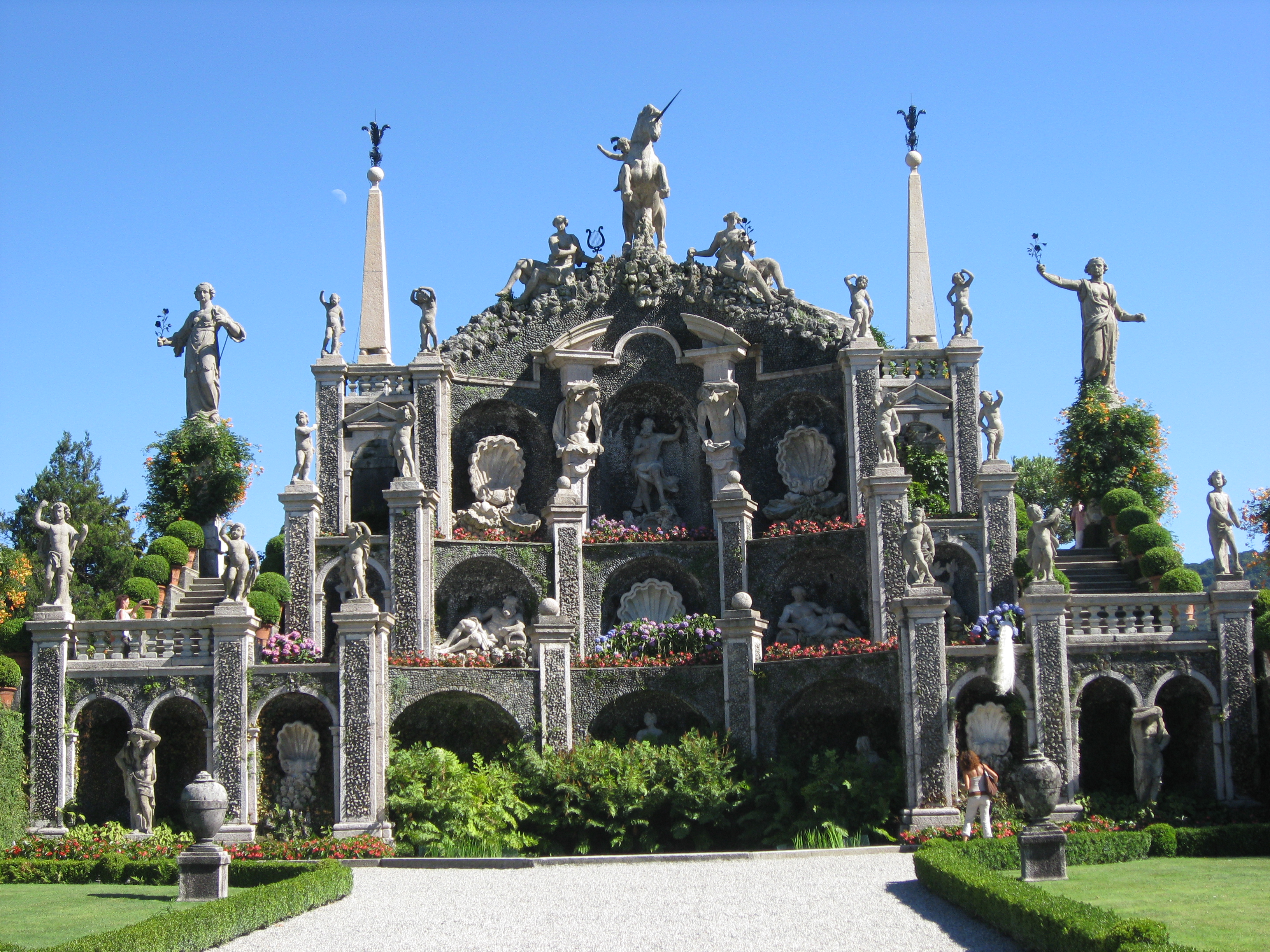
花园

在1632年之前，该岛称为“下岛”（“l’isola inferiore”或“isola di sotto”）是一个被一个小渔村占据的岩石峭壁。有影响力的博罗梅奥家族的卡洛三世为他的妻子伊莎贝拉·达达（Isabella D'Adda）在岛上建造一座宫殿，此后该岛因她得名。他委托米兰人安杰洛·克里维利建造宫殿，并且负责规划花园。当米兰公国遭到腺鼠疫的毁灭性爆发袭击时，工程在这个世纪中叶中断。
当该岛传给卡洛的儿子吉伯托三世枢机 (1615–1672) 和维塔利亚诺六世 (1620–1690)后，建造工作得以恢复；尤其是后者，在他哥哥的经济支持下，委托米兰建筑师卡洛·丰塔纳完成建筑，将别墅变成了欧洲贵族举办奢华派对和戏剧活动的场所。
然而，花园的完工留给了他的侄子卡洛四世(1657–1734)，最终在1671年落成。 
该岛在吉伯托五世时代（1751-1837年）取得了最高水平的社交成功，当时客人包括爱德华·吉本、拿破仑和他的妻子约瑟芬·德·博阿尔内，以及威尔士王妃不伦瑞克的卡罗琳。据说卡罗琳爱上了这个地方，竭尽全力说服博罗梅奥家族将母亲岛或坎内罗城堡岛出售给她；她的请求遭到拒绝，她在科莫湖岸边切尔诺比奥的埃斯特别墅定居。
1935年4月，意大利、法国和英国的高级代表在美丽岛宫殿举行了一次会议，达成了被称为斯特雷萨阵线的协议。

## 现状
美丽岛是一个受欢迎的旅游景点，从斯特雷萨、拉韦诺、帕兰扎和英特拉（Intra）出发均有定期渡轮通航。它主办一年一度的斯特雷萨音乐节。